# Kersey (Kolorado)
Kersey – miasto w Stanach Zjednoczonych, w stanie Kolorado, w hrabstwie Weld.